# Jean Baptiste Denis
Jean-Baptiste Denis (sau Denys) (n. 1635, Paris, Regatul Franței – d. 3 octombrie 1704, Paris, Regatul Franței) a fost medic francez. I se atribuie una dintre primele încercări de realizare a unei transfuzii de sânge.

## Biografie

Jean Baptiste Denis efectuând transfuzia sanguină dintre un miel şi un om, după o carte medicală germană din 1692.

S-a născut la Paris. Tatăl său a fost inginer în domeniul hidrotehnicii.
După terminarea studiilor de medicină la Montpellier, din 1664 Denis începe să predea, în locuința sa din Paris, lecții de matematică, fizică, medicină, cursuri care s-au răspândit și sub formă scrisă. Ulterior devine medicul personal al lui Ludovic al XIV-lea.

## Activitate
În istoria medicinei, numele său rămâne asociat primei transfuzii sanguine.
După elaborarea teoriei circulației sanguine de către William Harvey în 1628, începând cu a doua jumătate a secolului al XVII-lea, în Anglia și Franța s-au efectuat mai multe încercări de realizare a transfuziei sanguine între animale.
Pe 15 iunie 1667, Jean-Baptiste Denis testează transfuzia între animal (un miel) și om (un tânăr de 15 ani), încercare încununată cu succes, căci tânărul a supraviețuit experimentului.
După alte trei încercări ulterioare care s-au soldat cu două decese, s-a legiferat, pe 17 aprilie 1668, ca asemenea intervenții să se desfășoare numai cu autorizarea Facultății de Medicină din Paris. Din acest motiv, pentru o perioadă de timp, nu s-au mai desfășurat asemenea experiențe.

### Scrieri
- 1665: Discours sur les comètes ("Discurs asupra cometelor")
- 1667 - 1668: Lettres. Aici dezbate subiectul transfuziei sanguine.